# 오늘 여자
오늘 여자는 1989년 공개된 대한민국의 영화이다.

## 배역
- 유혜리
- 이영하